# Mondial de l'automobile de Paris 2020
L'édition 2020 du Mondial de l'automobile de Paris  est un salon international de l'automobile qui devait se tenir du 1 au 11 octobre 2020 au Parc des expositions de la porte de Versailles à Paris. Le salon est annulé le 30 mars 2020 en raison de l'expansion de la pandémie de Covid-19 mettant à mal l'économie et les finances des constructeurs automobiles mondiaux.

## Présentation
Cette édition 2020 marque une évolution par rapport au Mondial Paris Motor Show 2018 avec de nouveaux événements qui se déroulent en dehors du Parc des Expositions de la Porte de Versailles pour devenir un festival des mobilités et plus seulement un salon statique.

### Paris Motion Festival
Après une édition 2018 réussie avec 1 068 194 visiteurs et des salons de Francfort et Genève accusant une chute de fréquentation, les organisateurs annoncent la réorganisation de la communication des différents événements autour du Mondial de l'automobile de Paris sous le nom « Paris Motion Festival », et la nomination de Serge Gachot comme commissaire du salon.
Le Paris Motion Festival regroupe dorénavant :
- le Mondial Paris Motor Show (Mondial de l'automobile et Mondial de la moto),
- le Movin'On Paris (anciennement Mondial de la Mobilité),
- le Festival hors les murs.